# Chengdu Airlines

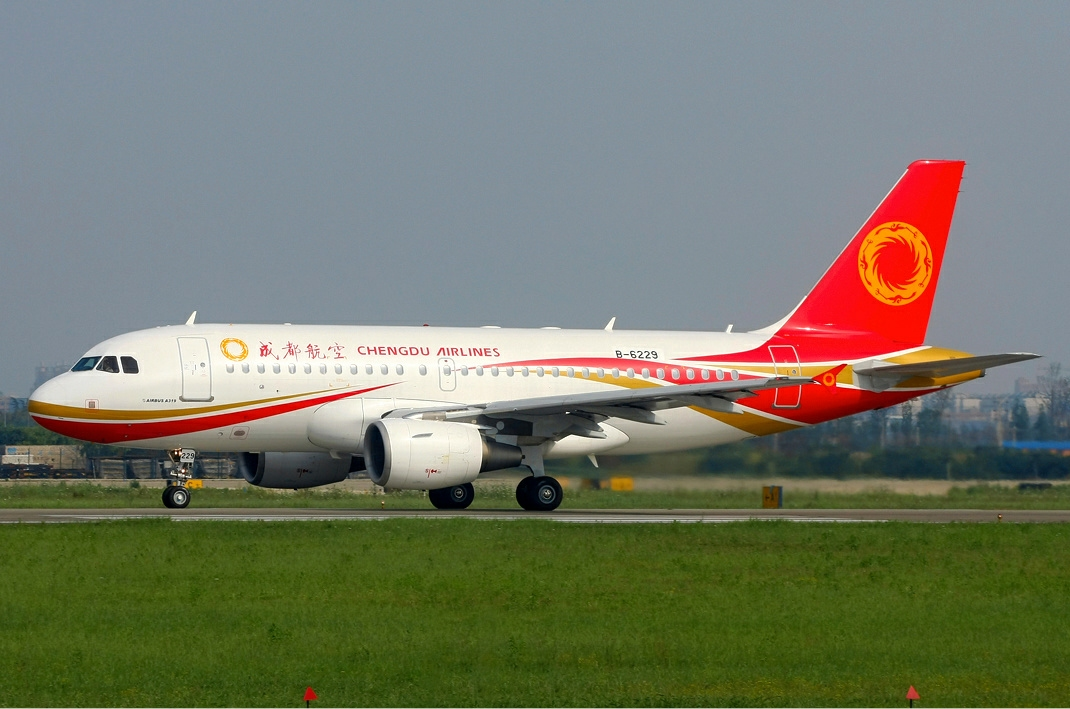
Un Airbus A319-112 de Chengdu Airlines

Chengdu Airlines Co., Ltd. (成都航空有限公司/Chéngdū Hángkōng Yǒuxiàngōngsī), filiale de Sichuan Airlines, est une compagnie aérienne basée à Chengdu, en Chine. Elle propose des vols commerciaux réguliers et domestiques depuis son hub principal, l'aéroport international de Chengdu-Shuangliu.

## Histoire
D'abord appelée United Eagle Airlines (联鹰航空公司/聯鷹航空公司/Liányīng Hángkōnggōngsī, ou UEAir), la compagnie aérienne fut fondée en 2004 par un ancien cadre de la China Northwest Airlines. Son premier appareil, un Airbus A320 appartenant avant à Air Jamaica, est livré le 8 juillet 2005 et le 27 juillet, ses premiers vols débutent.
Le 23 janvier 2010, la compagnie aérienne est renommée Chengdu Airlines,. Le 29 novembre 2015, elle est la première compagnie au monde à prendre livraison d'un ARJ21 du fabricant chinois COMAC.

## Destinations

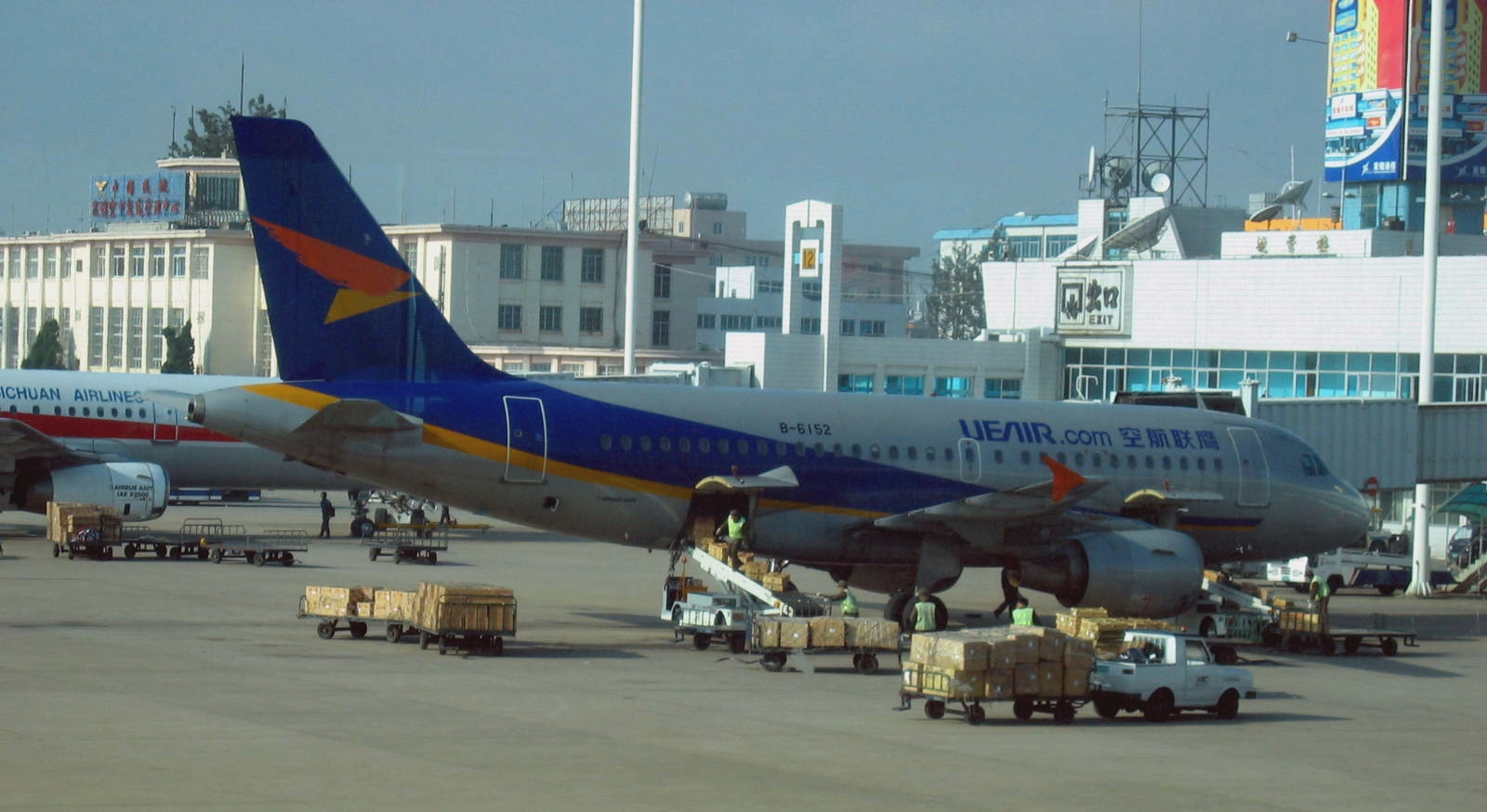
Airbus A319 d'United Eagle Airlines à l'aéroport international de Kunming Wujiaba (2006)...

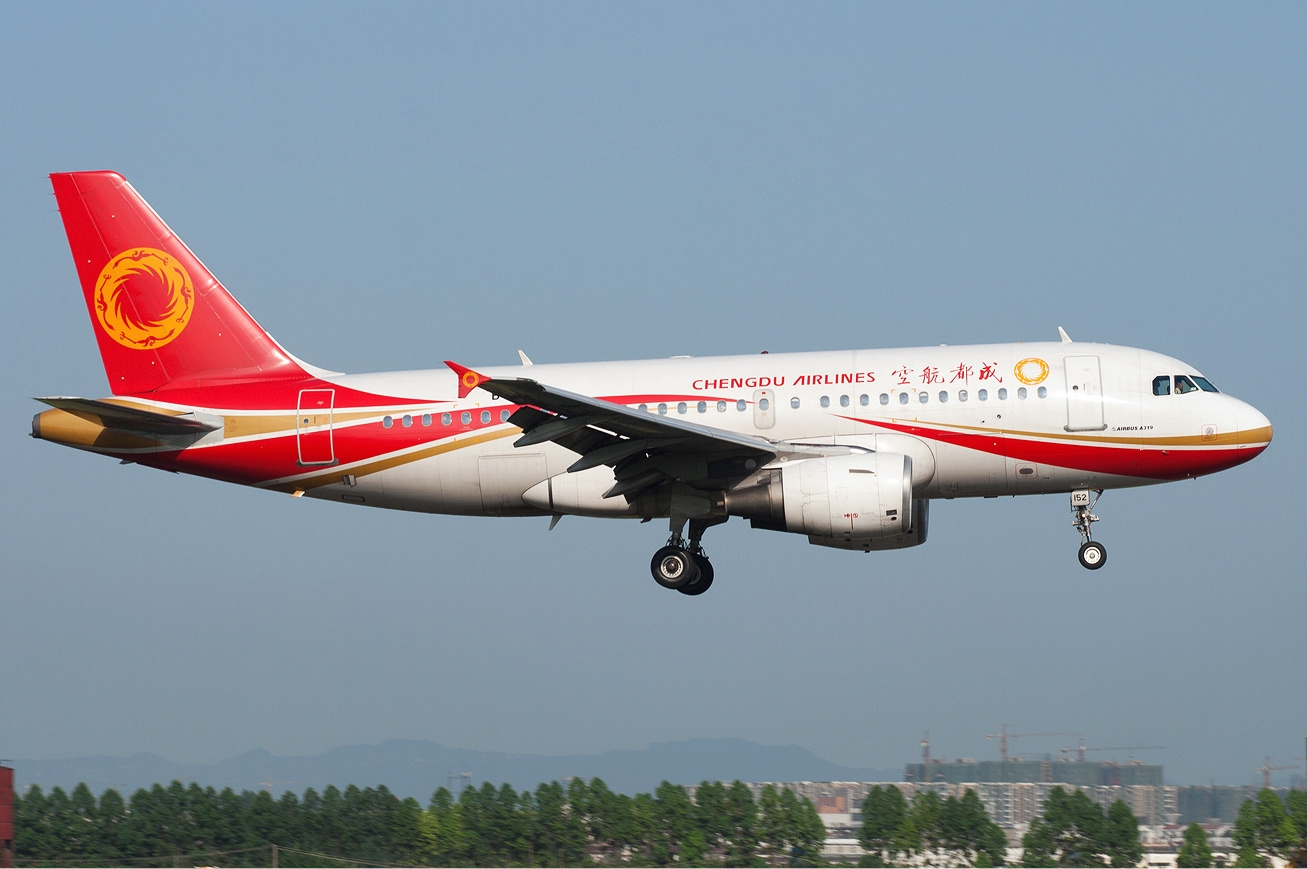
... et le même appareil atterrissant à l'aéroport international de Chengdu-Shuangliu (2011).

## Flotte

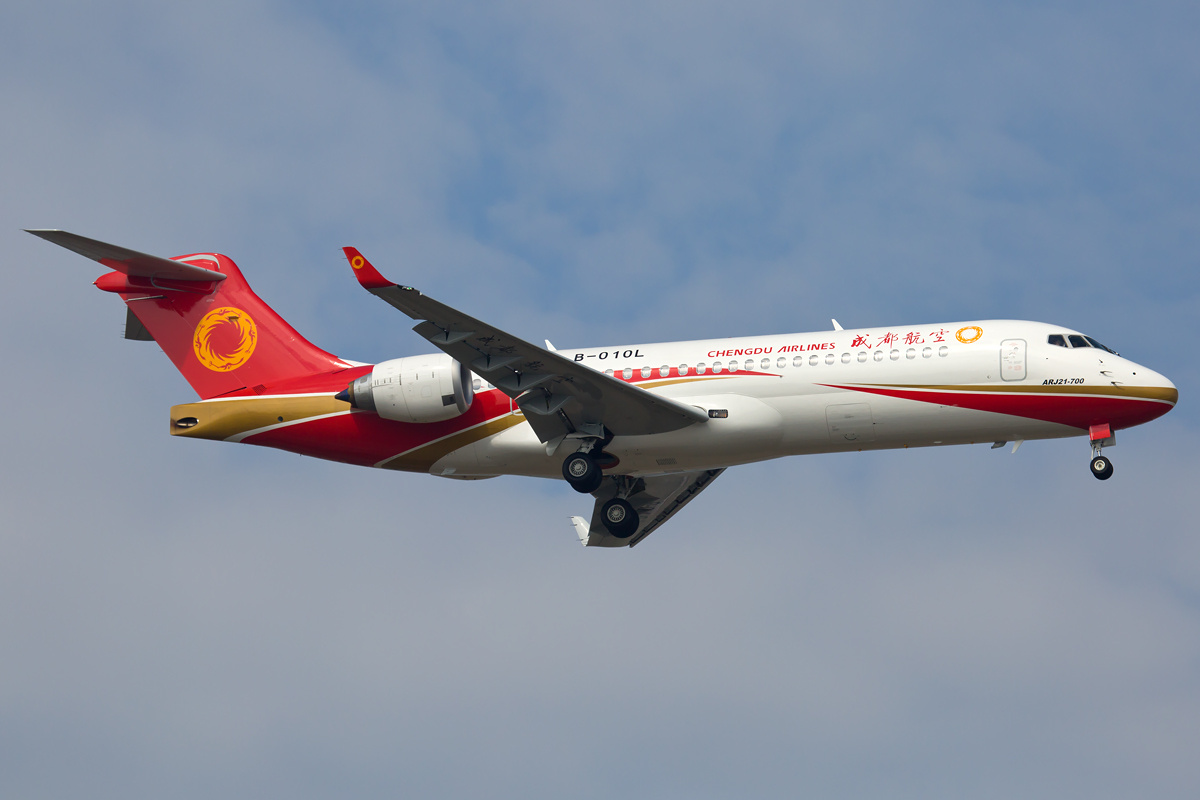
Comac ARJ21 de Chengdu Airlines au Zhuhai Air Show 2014

En octobre 2020, la flotte de Chengdu Airlines comporte les appareils suivants: